# پال‌مایور
پال‌مایور (به مجاری:  Pálmajor) یک منطقهٔ مسکونی در مجارستان است که در ناحیه کاپوشوار واقع شده‌است. پال‌مایور ۵٫۵۳ کیلومتر مربع مساحت دارد.